# OK 목장의 젖소
《OK 목장의 젖소》는 한국의 록 밴드 크라잉넛이 2006년에 발매한 정규 음반이다.
 군복무 후 발매한 앨범이라는 부담에도 불구하고 대중에게 크게 사랑받은 앨범이기도 하다. 이 앨범에서 크라잉 넛은 펑크라는 밑그림 안에 다양한 장르의 음악을 색칠해 넣으며 한창 무르익은 음악적 역량을 보여주었다. 룩셈부르크, 명동 콜링, 부딪쳐를 포함한 다수의 곡들이 대중에게 사랑을 받았다. 수록곡 물밑의 속삭임에서는 선배 가수 심수봉이 함께 노래를 불러주어서 화제가 되었다. 특히 이곡은 멤버 이상면(기타리스트)이 그의 아내 휘루에게서 선물 받은 곡으로 알려져 있기도 하다.
 CD에는 히든 트랙이 추가되어 있다.

## 수록곡
| #             | 제목                             | 작사          | 작곡          | 재생 시간 |
| ------------- | -------------------------------- | ------------- | ------------- | --------- |
| 1.            | 〈OK 목장의 젖소TITLE〉          | 한경록        | 이상면        | 1:37      |
| 2.            | 〈룩셈부르크〉                   | 한경록        | 한경록        | 2:26      |
| 3.            | 〈부딪쳐〉                       | 한경록        | 한경록        | 2:36      |
| 4.            | 〈명동콜링〉                     | 한경록        | 한경록        | 3:48      |
| 5.            | 〈마시자〉                       | 이상혁        | 이상혁        | 2:48      |
| 6.            | 〈유원지의 밤〉                  | 한경록        | 한경록        | 4:29      |
| 7.            | 〈뜨거운 안녕〉                  | 이상면        | 이상면        | 3:43      |
| 8.            | 〈물밑의 속삭임〉 (Feat. 심수봉) | 휘루          | 휘루          | 4:38      |
| 9.            | 〈백수일기〉                     | 한경록        | 한경록        | 3:02      |
| 10.           | 〈새〉                           | 한경록        | 한경록        | 4:05      |
| 11.           | 〈My World〉                     | 김인수        | 김인수        | 2:26      |
| 12.           | 〈순이 우주로〉                  | 이상혁        | 이상혁        | 4:18      |
| 13.           | 〈오줌싸개 Generation〉          | 한경록        | 한경록        | 3:36      |
| 14.           | 〈한낮의 꿈〉                    | 이상면        | 이상면        | 3:32      |
| 15.           | 〈감옥으로부터의 사색〉          | 이상면        | 이상면        | 3:00      |
| 16.           | 〈튼튼이의 모험〉                | 이상혁        | 이상혁        | 5:38      |
| 17.           | 〈Hidden Track〉                 |               |               | 1:30      |
| 총 재생 시간: | 총 재생 시간:                    | 총 재생 시간: | 총 재생 시간: | 57:12     |

## 멤버 역할
- 박윤식 - 보컬, 기타
- 이상면 - 기타
- 한경록 - 베이스
- 이상혁 - 드럼
- 김인수 - 키보드, 아코디언